# RATP-Baureihe Sprague-Thomson

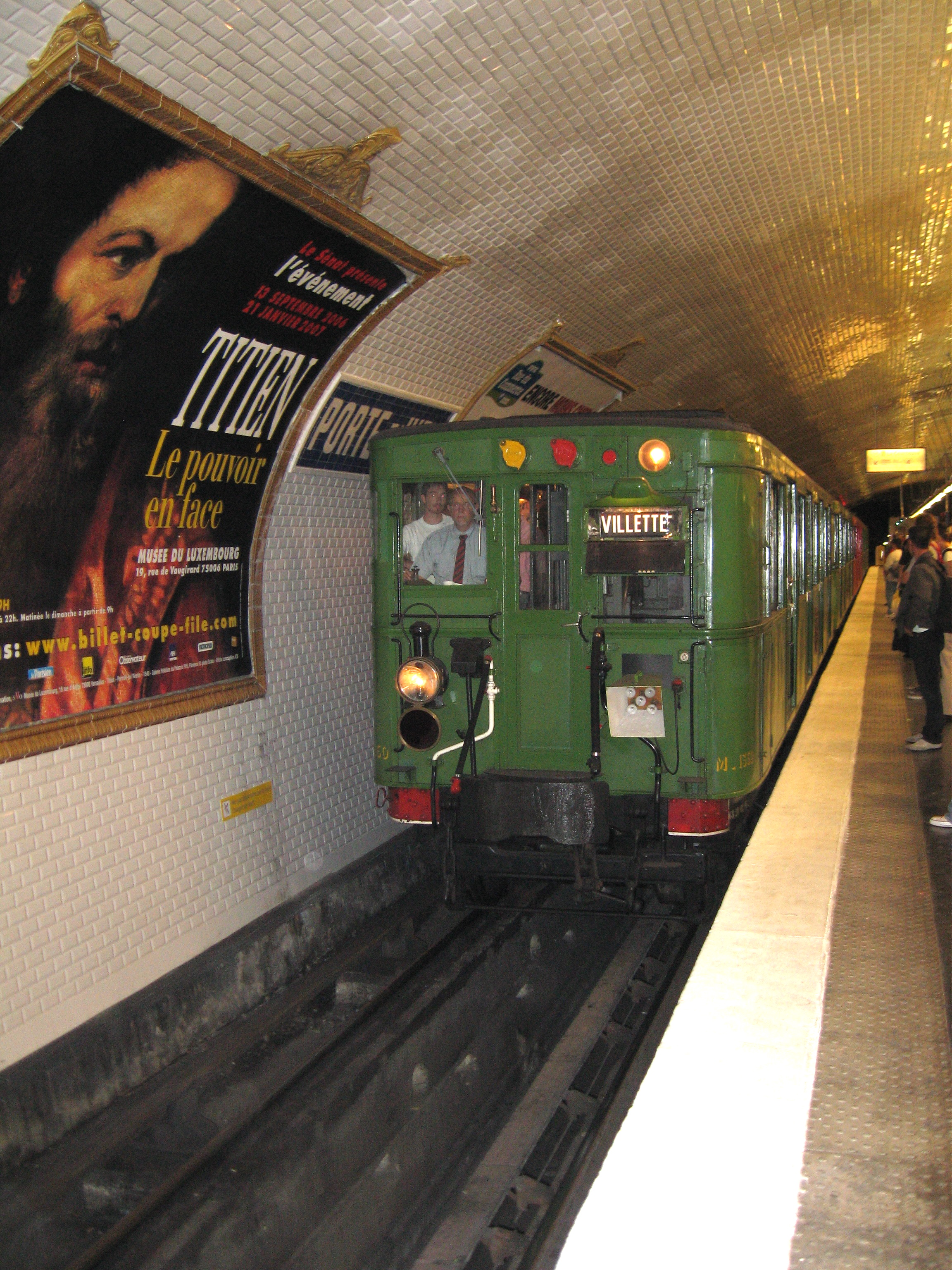
Historischer Zug von 1907 in der Station Porte d’Ivry, 2006

Sprague-Thomson ist die Bezeichnung für ein Steuerungssystem von ehemaligen Triebwagen der Pariser U-Bahn. Zugleich ist es Sammelbegriff für sämtliche bis 1935 gebauten Drehgestellwagen des Pariser Nahverkehrsunternehmens RATP und dessen Vorgängerbetrieben CMP und Nord-Sud. Mit etwa 2720 Fahrzeugen in mehreren Unterbauarten war die Baureihe Sprague-Thomson der häufigste Fahrzeugtyp der Métro Paris.
Namengebend waren die 1884 von Frank Julian Sprague gegründete Sprague Electric Railway & Motor Company und die Compagnie Française Thomson-Houston, ein Zweigbetrieb der General Electric Company und Nachfolgeunternehmen der 1879 von Elihu Thomson ins Leben gerufenen Thomson-Houston Electric Company.

## Vorgeschichte

### Vorgängerfahrzeuge

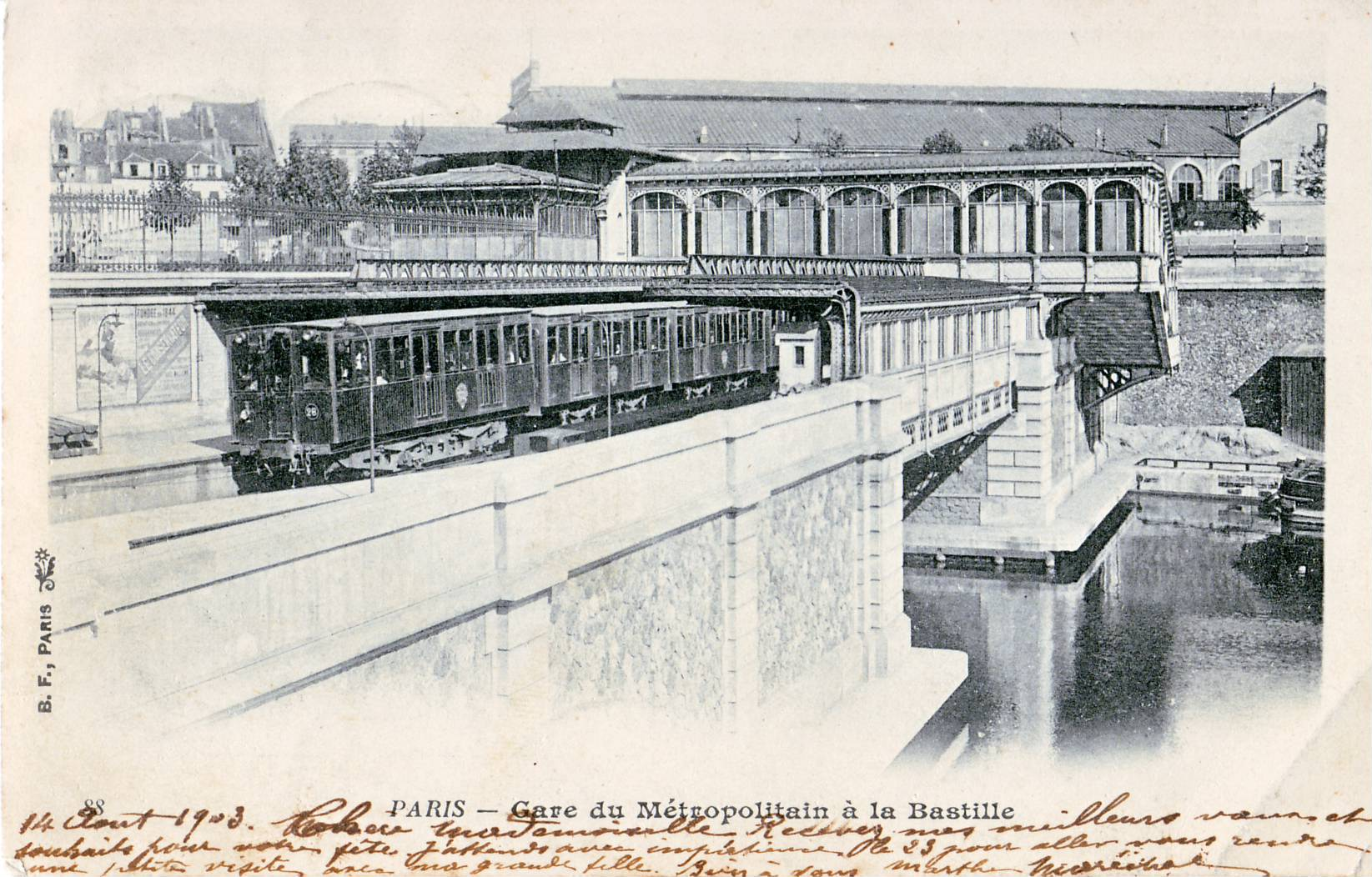
Thomson-double-Zug aus zweiachsigen Trieb- und Beiwagen in der Station Bastille, 1903

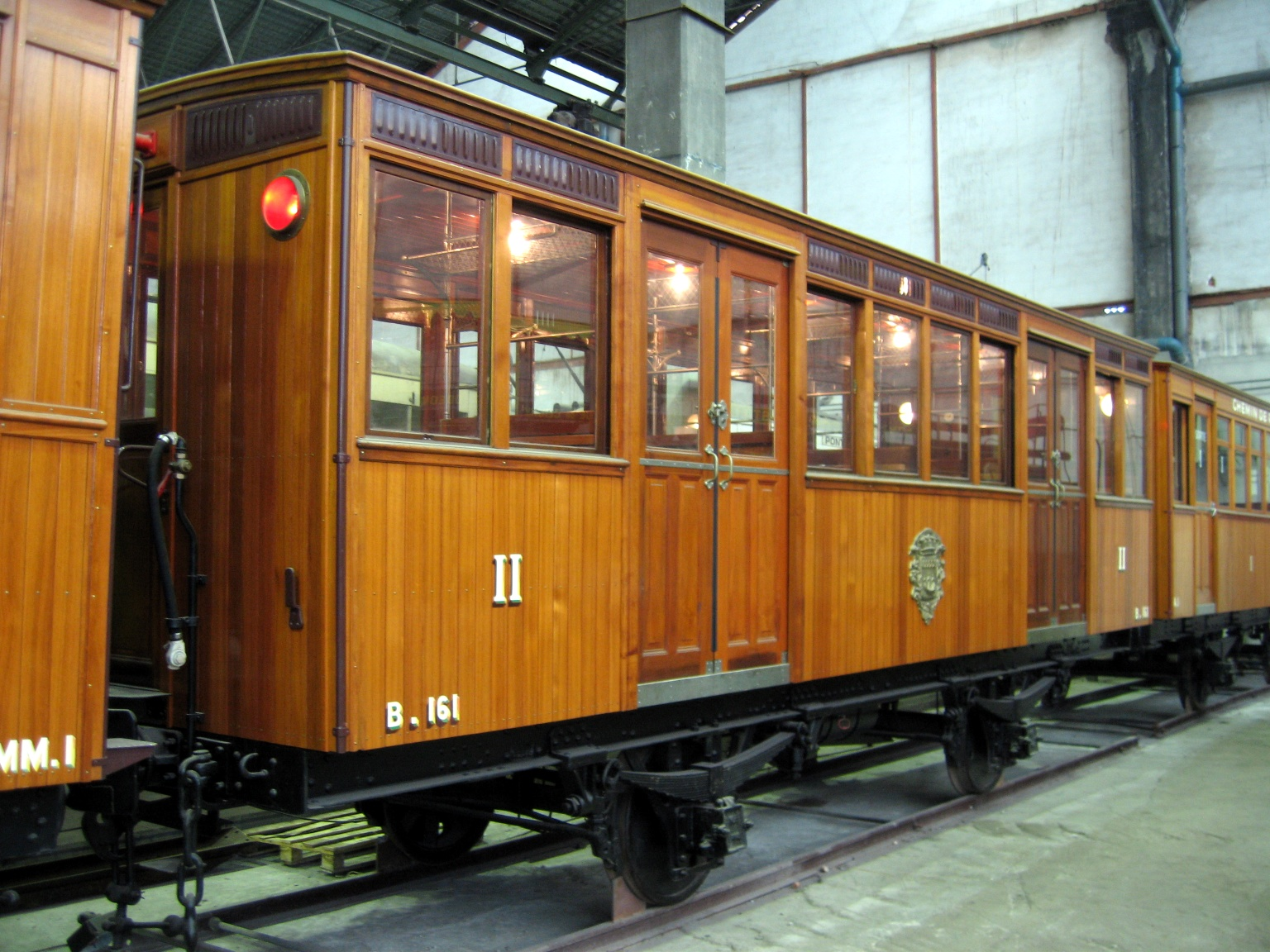
Zweiachsiger Beiwagen im Musée des transports urbains, interurbains et ruraux

Im Juli 1900 wurde auf der ersten Strecke der Pariser Métro die Linie 1 eröffnet. Die von der Betreibergesellschaft Compagnie du chemin de fer métropolitain de Paris (CMP) zunächst eingesetzten Züge wurden 1899 bei den Ateliers de construction du Nord de la France (ANF) und der Société Franco-Belge de Matériel de Chemins de Fer gebaut. Sie glichen weitgehend den damaligen Straßenbahnen, die Triebwagen waren mit zwei Motoren à 125 PS aber stärker motorisiert. Die Fahrzeuge waren zweiachsig, die Aufbauten mit Einfachschiebetüren waren aus Holz gefertigt. Die Wagenlängen betrugen 7,44 bis 8,88 Meter. Erworben wurden 34 Triebwagen mit je einem Führerstand (Baureihe 100, Fahrzeugnummern M 1 bis M 34), 12 Triebwagen mit beidseitigen Führerständen (Baureihe 200, MM 1 bis MM 12) und 115 Beiwagen. Die Steuerung der Triebwagen erfolgte über Fahrschalter der Bauart, wie sie auch in Straßenbahnfahrzeugen Verwendung fand.
Waren anfangs nur Solofahrzeuge (MM auf den beiden Zweigstrecken) und nur aus einem Triebwagen plus Beiwagen gebildete Züge (auf der Hauptstrecke) unterwegs, führten längere Zuggarnituren bald zur Notwendigkeit der Einstellung eines zweiten Triebwagens pro Zug. Fortan musste der Triebfahrzeugführer vom führenden Triebwagen aus einen weiteren bedienen, wozu es einer Mehrfachsteuerung bedurfte. Die Thomson-double-Ausrüstung der zweiten Serie ermöglichte das Steuern der vier Elektromotoren von zwei Triebwagen von einem Fahrschalter aus. Der Fahrstrom wurde hierbei von nur einem Triebwagen entnommen und durch ein Kabel entlang der Beiwagen zum anderen Triebwagen geführt. Mit dem Erhalt der zweiten Serie konnten ab 1902 Acht-Wagen-Züge gebildet werden. Auch der erste Abschnitt der im Oktober jenes Jahres eröffneten Linie 2 wurde mit diesen Garnituren bedient.
1902 und 1903 erhielt die CMP zwei Triebwagen-Prototypen auf Drehgestellen (M 301 und M 302). Sie waren 11,5 Meter lang, der Aufbau bestand teils aus Holz (Fahrgastraum), teils aus Metall (Fahrerraum). Dennoch wurden für die künftige Linie 3 wieder zweiachsige Fahrzeuge mit starren Achsen bestellt, und zwar 74 Trieb- und 210 Beiwagen.

### Katastrophe in der Station Couronnes
Auf der Linie 2 ereignete sich am 10. August 1903 der schwerste Unfall in der Geschichte der Pariser Métro. Ein defekter Zug, der bereits in der Station Barbès infolge eines Kurzschlusses Feuer gefangen hatte, brannte im U-Bahnhof Ménilmontant aus. Ein nachfolgender Zug, der in der Station Couronnes hielt, konnte nicht rechtzeitig evakuiert werden, da die Fahrgäste die Rückerstattung der Fahrtkosten verlangten. Im sich durch den Tunnel rasch ausbreitenden Rauch erstickten 84 Personen.
Der Unfall führte zu mehreren kurz-, mittel und langfristigen Maßnahmen. Zu den ersteren gehörte die Forderung nach der Abtrennbarkeit von Triebwagen bei Kurzschlüssen. Die CMP kuppelte zunächst die zwei Triebwagen jeweils am Zuganfang aneinander, um die Führung des 600-Volt-Kabels für den Traktionsstrom entlang des ganzen Zugs zu vermeiden. Mittelfristig wurde die Unbrennbarkeit der Fahrzeuge und vor allem der Fahrerkabinen verlangt. Damit waren die Rahmenbedingungen für die nächste Fahrzeuggeneration vorgegeben. Die neuen Fünf-Wagen-Züge besaßen metallene Fahrerkabinen, die durch einen kleinen Zwischenraum vom restlichen Holzaufbau getrennt waren, und ruhten zudem auf Drehgestellen. Zunächst verkehrten die unterschiedlichen Fahrzeugtypen nebeneinander.

## Prototypen und frühe Serienfahrzeuge

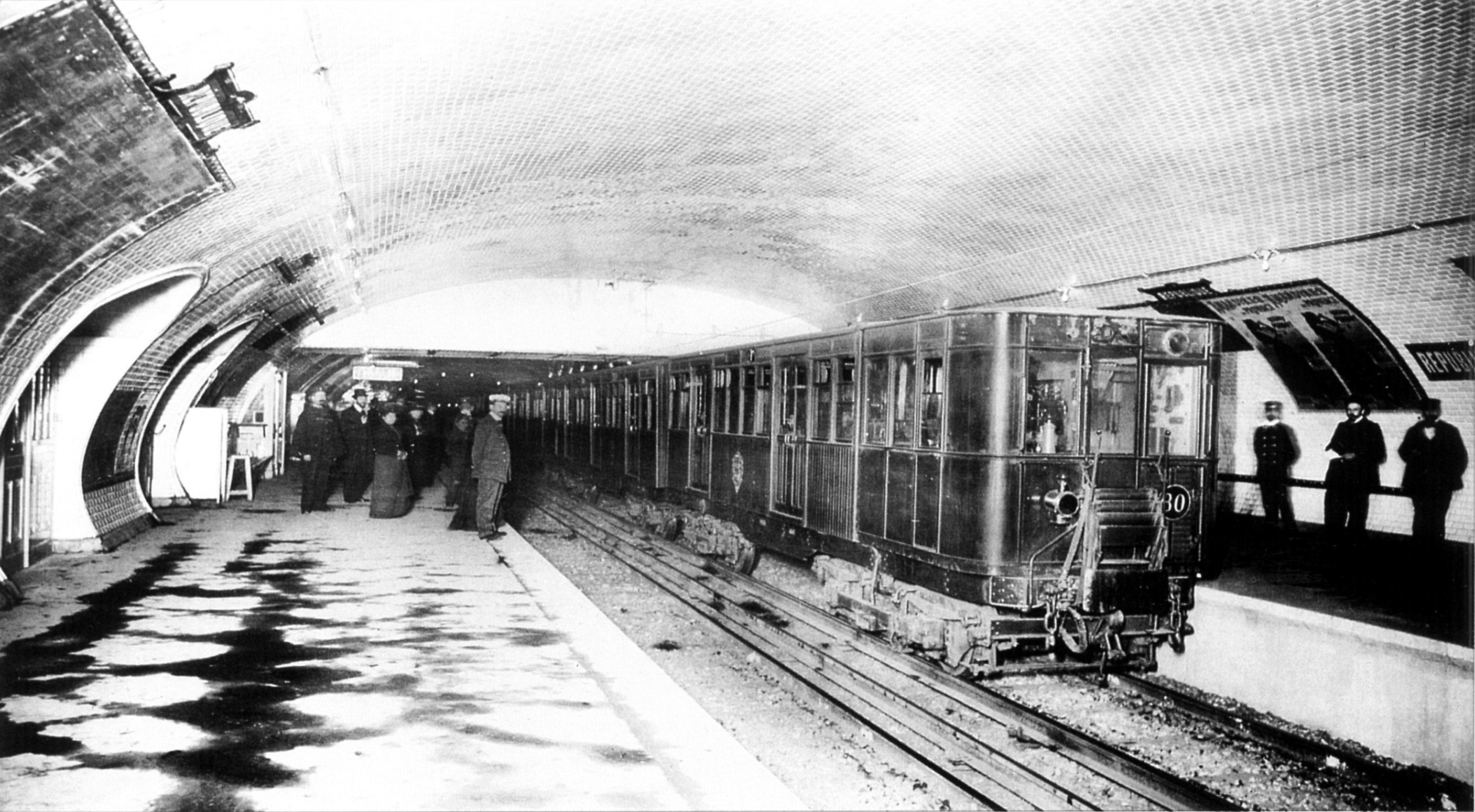
Thomson-Zug der Serie 300 in der Station République der Linie 3, 1904

Vorerst wurde nur bei den Fahrerkabinen, die die mit 600 V Gleichspannung versorgten Anlagen beherbergten, ein Metallaufbau gefordert, die Perspektive war aber ein Ganzmetallfahrzeug. Die künftig 11 bis 13 Meter langen Wagen sollten Drehgestelle besitzen, die eigene Stromabnahme je Triebwagen sollten das gefährliche Starkstromkabel vom führenden zum schiebenden Triebwagen überflüssig machen. Über dieses Starkstromkabel wurden mittels der Thomson double-Steuerung bislang die Fahrmotoren des hinteren Triebwagens mit dem Traktionsstrom versorgt, die Stromaufnahme erfolgte nur am führenden Triebwagen.
Der Verzicht auf diese Art der Versorgung und Steuerung machte eine Vielfachsteuerung erforderlich, um die Kontrolle der nachgereihten Triebwagen durch den im vorderen Triebwagen befindlichen Fahrzeugführer auch ohne Starkstromverbindung zu gewährleisten. Mehrere Steuerungssysteme standen zur Auswahl:
- Sprague multiple, von dem 23 Triebwagen beschafft wurden, die 1912 umgebaut wurden

Beschreibung: Von einem Stellmotor bewegter Fahrschalter, elektromagnetischer Fahrtrichtungsschalter, fünfadrige Steuerleitung zwischen den Triebwagen
- Thomson multiple, von dem 271 Triebwagen beschafft wurden und das bis 1930 beibehalten wurde

Beschreibung: Fahrschalter mit ebenso vielen Kontakten wie Schaltstufen, elektromagnetische Schütze und Fahrtrichtungsschalter, neunadrige Steuerleitung
- Westinghouse multiple, von dem etwa 100 Triebwagen beschafft wurden und das bis 1929 verwendet wurde

Beschreibung: Elektropneumatische Steuerung der dreizehn Schütze und des Fahrtrichtungsschalters, siebenadrige Steuerleitung
24 Triebwagen erhielten das Steuerungssystem Thompson double, das bereits bei Vorgängerfahrzeugen verwendet worden war. Die Triebwagen waren zunächst 10,85 Meter lang, hatten zwei Türen pro Seite und leisteten 2 × 125 PS. Spätere Serien wiesen Längen von 12,45 und 13,35 Meter auf und hatten eine Leistung von 2 × 175 PS.
Im Dezember 1905 umfasste der Wagenpark der CMP 683 Fahrzeuge:
- 305 Triebwagen 2. Klasse, darunter 293 Drehgestellfahrzeuge
- 241 Beiwagen 2. Klasse, darunter 28 Drehgestellfahrzeuge
- 137 Beiwagen 1. Klasse, darunter 28 Drehgestellfahrzeuge

## Weitere Entwicklung

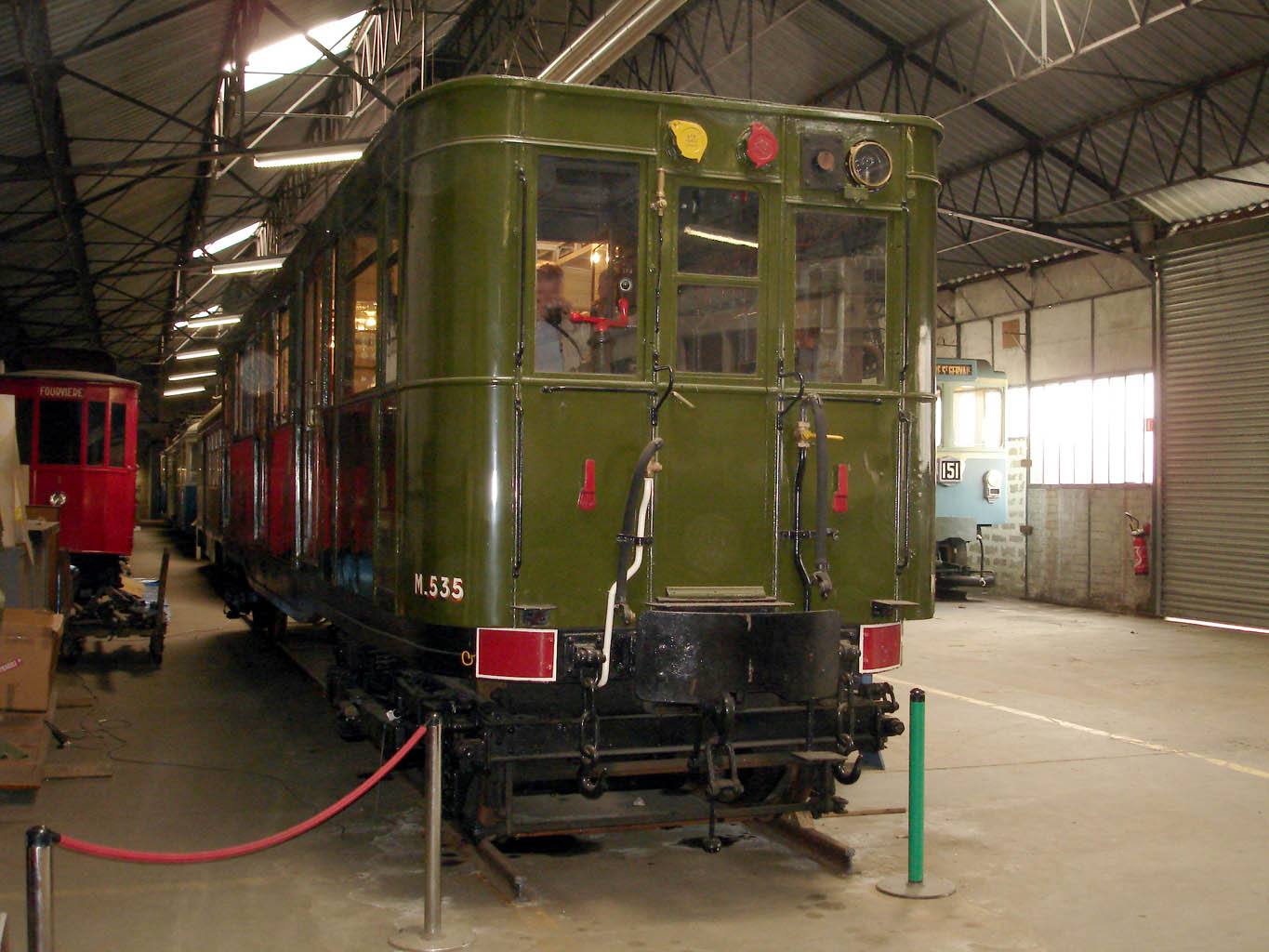
Sprague-Thomson M535 im Musée des transports urbains, interurbains et ruraux in Colombes

Zunächst baute die CMP 114 ehemals zweiachsige Triebwagen zu Drehgestellfahrzeugen um, wobei Holzaufbauten hinter metallene Fahrerkabinen gesetzt wurden. Anschließend wurden für die Linien 4 und 5 Triebwagen mit Metallverkleidung in Dienst gestellt: 20 „Sprague multiple“ im Jahr 1906 und 35 „Thomson multiple“ (10,92 Meter lang) 1907. Die ersten Ganzmetallzüge (Typ „Thomson multiple“, nach wie vor kurze Version) erhielt die CMP Ende 1907.

## Das System Sprague-Thomson

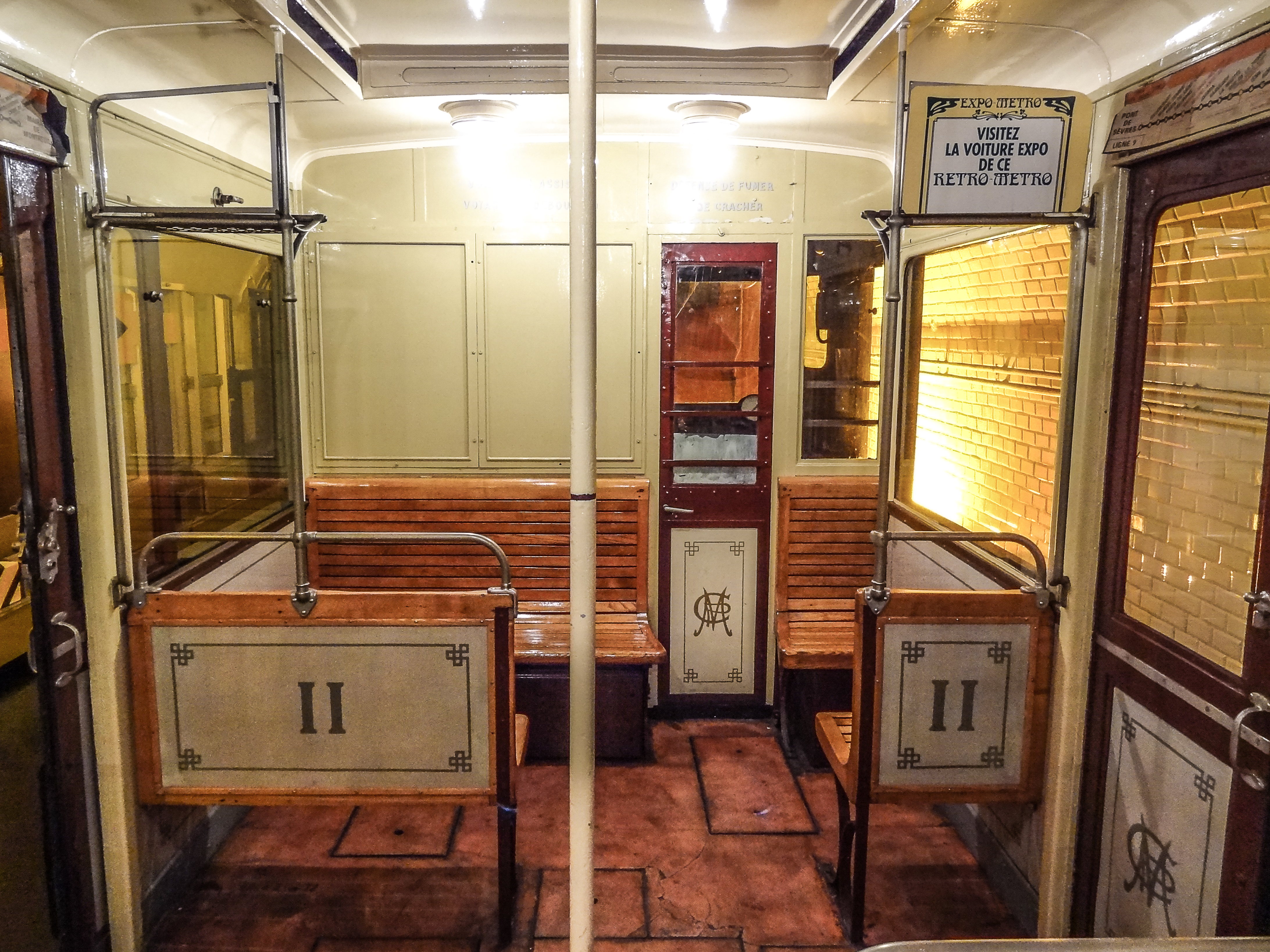
Innenansicht eines Museumswagens (ehem. CMP), 2012

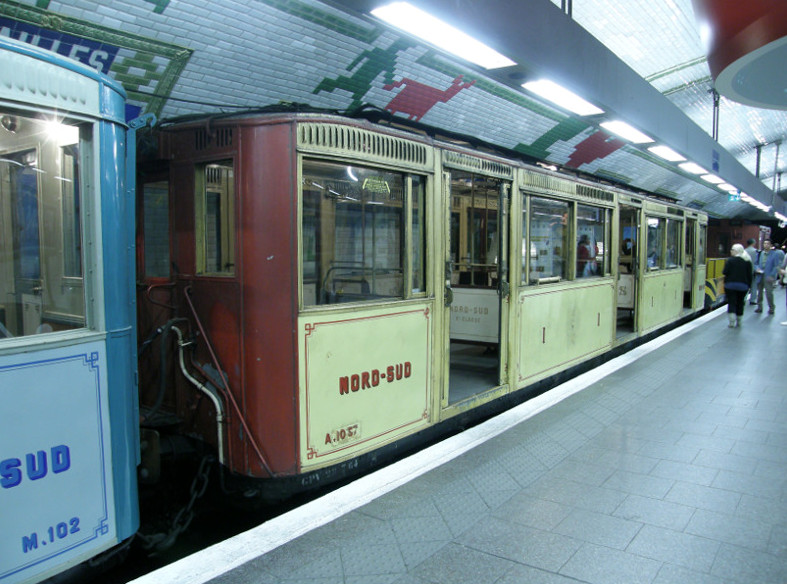
Beiwagen 1. Klasse der Nord-Sud in der Station Porte de Versailles, 2010

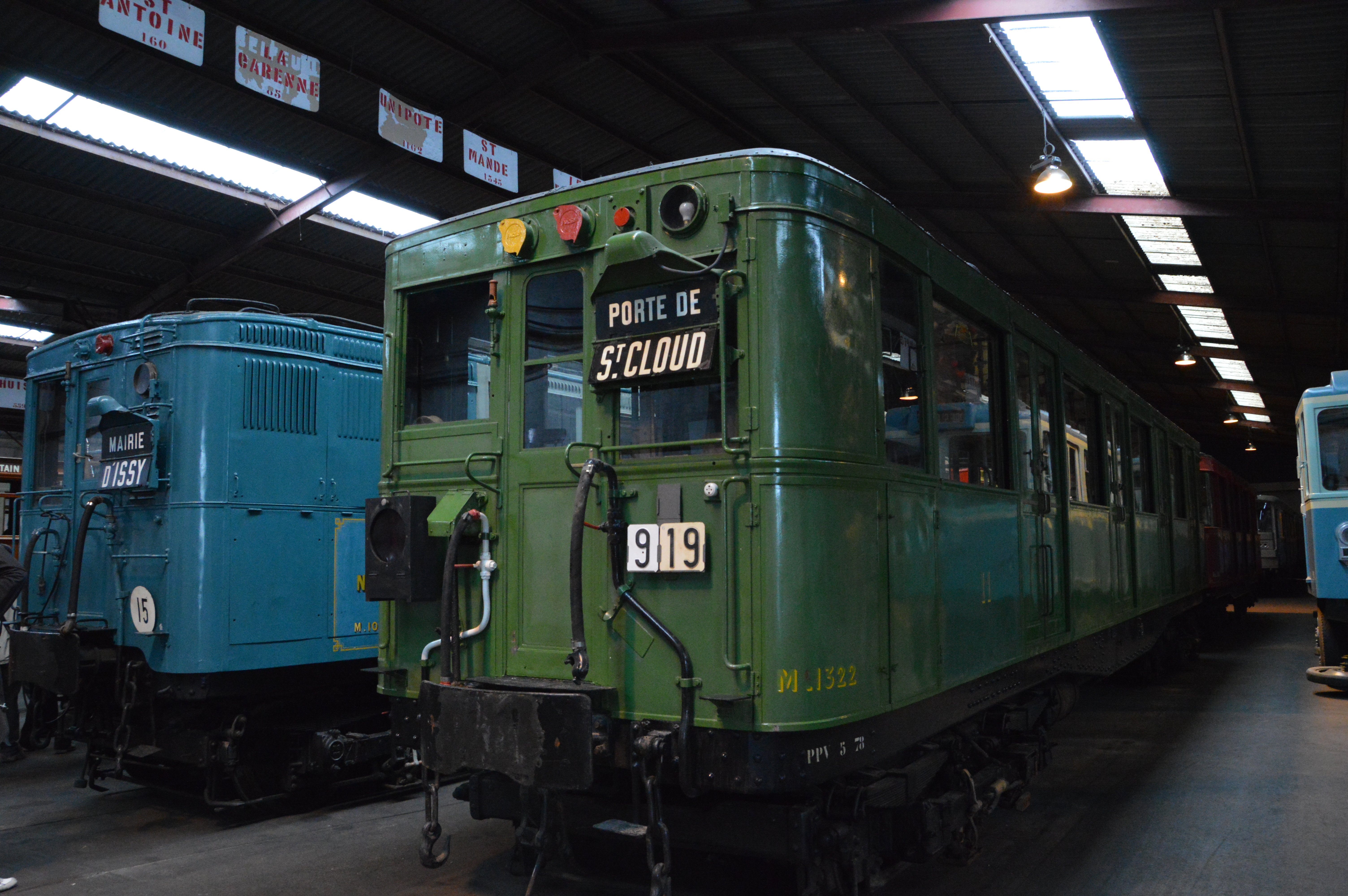
Links ein ehemaliger Triebwagen der Nord-Sud, rechts der CMP

### ... bei der CMP
Keine der bisherigen Bauarten erwies sich als voll zufriedenstellend, jede hatte ihre Schwächen. Bei den für die Linie 3 vorgesehenen Triebwagen der Baureihe 500 entschied sich die CMP daher für ein System, das die Vorzüge des „Sprague multiple“ mit denen des „Thomson multiple“ vereinte: Fahrschalter und Steuerleitung Bauart Sprague, Fahrtrichtungsschalter und Schütze Bauart Thomson. Die 500-Triebwagen (M 491 bis M 597) bestanden vollkommen aus Metall. Sie waren 13,35 Meter lang, hatten pro Wagenseite drei 1,20 Meter breite Türen und waren mit zwei Motoren à 175 PS ausgestattet. In den 2,50 Meter langen Führerständen (die Wagen wurden daher auch als „Grandes loges“ bezeichnet) fand neben dem Fahrer auch die elektrische Ausrüstung Platz. Die „Grandes loges“ hielten sich 66 Jahre im Netz, ehe sie 1974, nach einem Langlebigkeitsrekord von 66 Jahren, aus dem Dienst schieden.
Dennoch griff die CMP bei der Folgeserie 600 (M 598 bis M 717) nochmals auf das System „Thomson multiple“ zurück. Die 1909 gelieferten 120 Triebwagen wurden, wie 74 zeitgleich bestellte Beiwagen, auf der Linie 3 eingesetzt und verdrängten die Baureihe 500 auf die Linie 1. Die 1910 ausgelieferten, ebenfalls zur Baureihe 600 zählenden 21 Triebwagen M 718 bis M 736 wurden dann aber endgültig mit dem Steuerungssystem „Sprague-Thomson“ ausgestattet, das dem Fahrzeugtyp seinen Namen geben sollte.
Zwischen 1909 und 1912 baute die CMP etwa 190 „kurze“ Wagen zu 13,35 Meter langen Triebwagen um. Die Fahrzeuge des Systems „Sprague multiple“ wurden in diesem Zusammenhang zu „Sprague-Thomson“-Wagen.

### ... bei der Nord-Sud
Die Société du chemin de fer électrique souterrain Nord-Sud de Paris (Nord-Sud) eröffnete im Jahr 1910 in Konkurrenz zur CMP eine neue Strecke, die von der Linie A (spätere Linie 12) befahren wurde. Bei der Wahl des Materials konnte sie auf die Erfahrungen der CMP zurückgreifen. Sie bestellte 13,60 Meter lange Trieb- und Beiwagen in Ganzmetallbauweise mit drei Doppeltüren pro Wagenseite. Die Triebwagen des Systems „Sprague-Thomson“ waren mit vier Motoren à 125 PS bestückt und besaßen Schleifschuhe wie auch kleine Pantographen. Im Normalbetrieb erhielt der führende Triebwagen seinen Strom (+600 V) aus dem Fahrdraht, der Triebwagen am Zugschluss −600 V aus der seitlichen Stromschiene. Die Rückleitung des Stroms erfolgte bei diesem System über die Räder und Schienen. Diese Lösung musste gewählt werden, da die Nord-Süd nicht genügend Flächen für ausreichend nah beieinanderliegende Unterwerke erwerben konnte, sie hielt sich bis in die 1930er Jahre.
Im Gegensatz zu den braunen Fahrzeugen der CMP waren die Züge der Nord-Sud in hellen Farben, vorwiegend graue Wagenkästen mit blauen Führerständen, gehalten.

## Zwischen den Kriegen

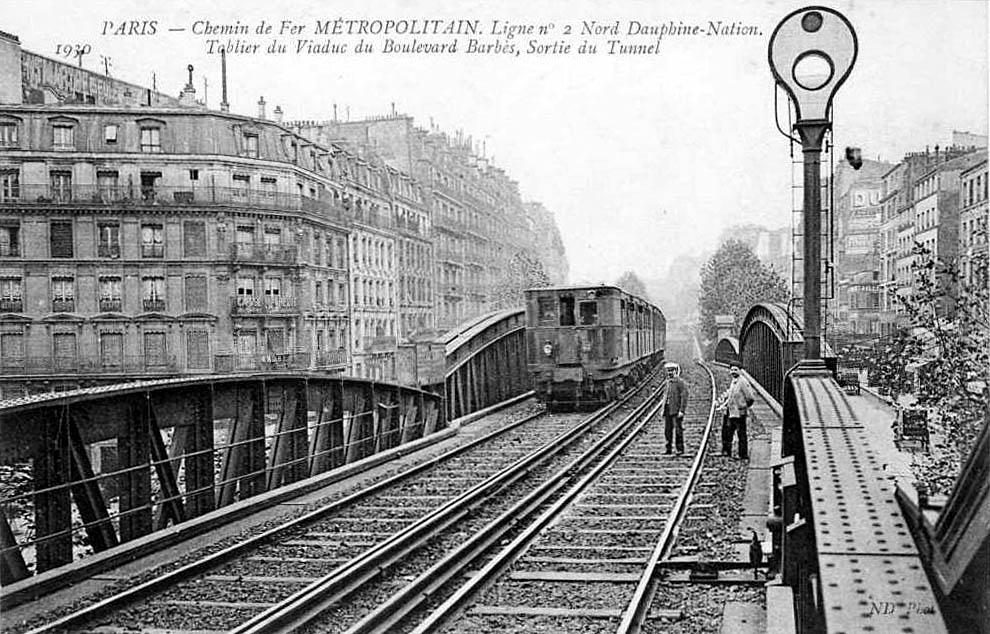
Sprague-Thomson-Zug auf der Linie 2 bei der Einfahrt in die Station Barbès – Rochechouart, 1930

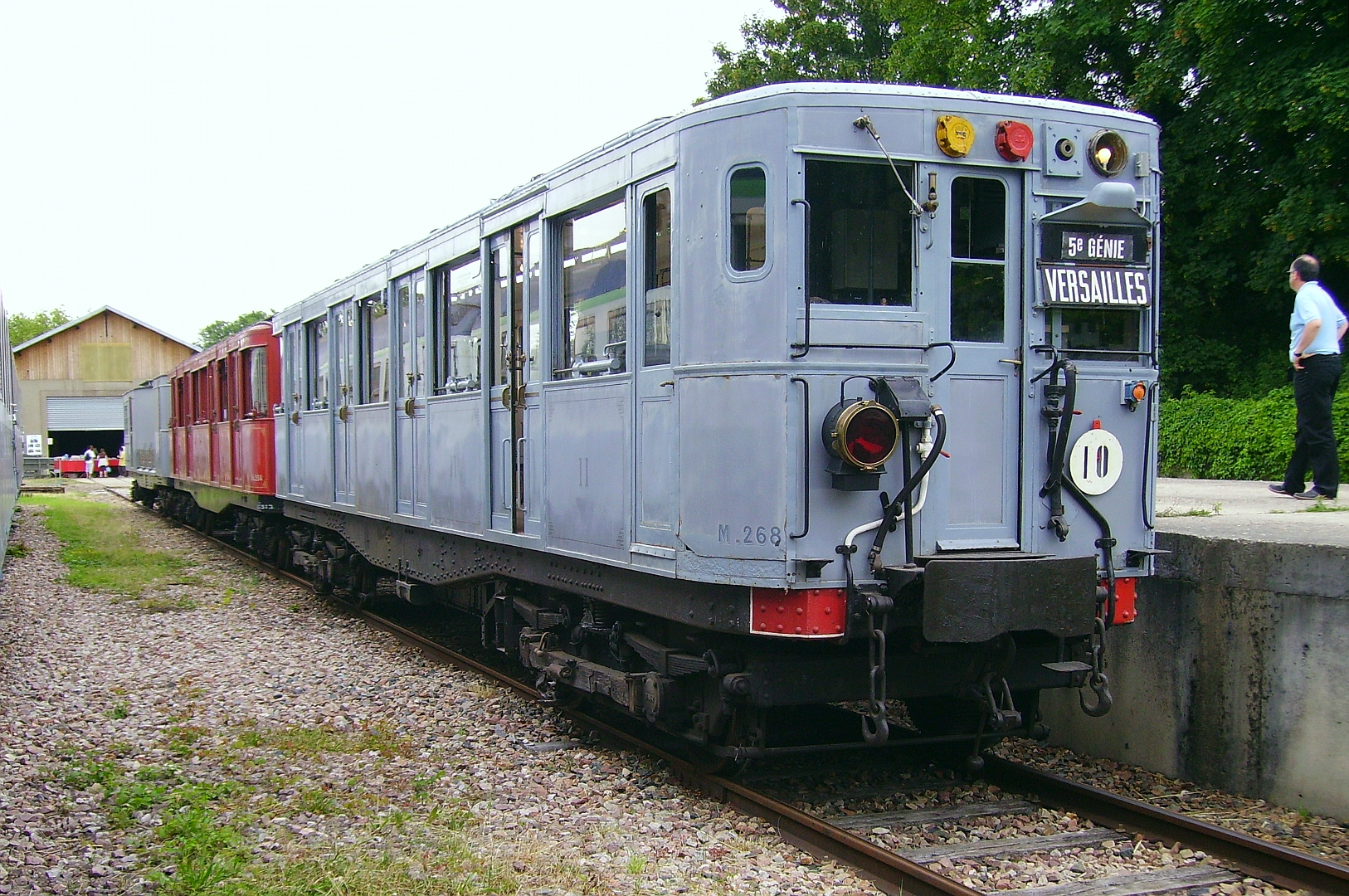
Umgebauter Thomson-Triebwagen in grauer Farbgebung für die Linie 1

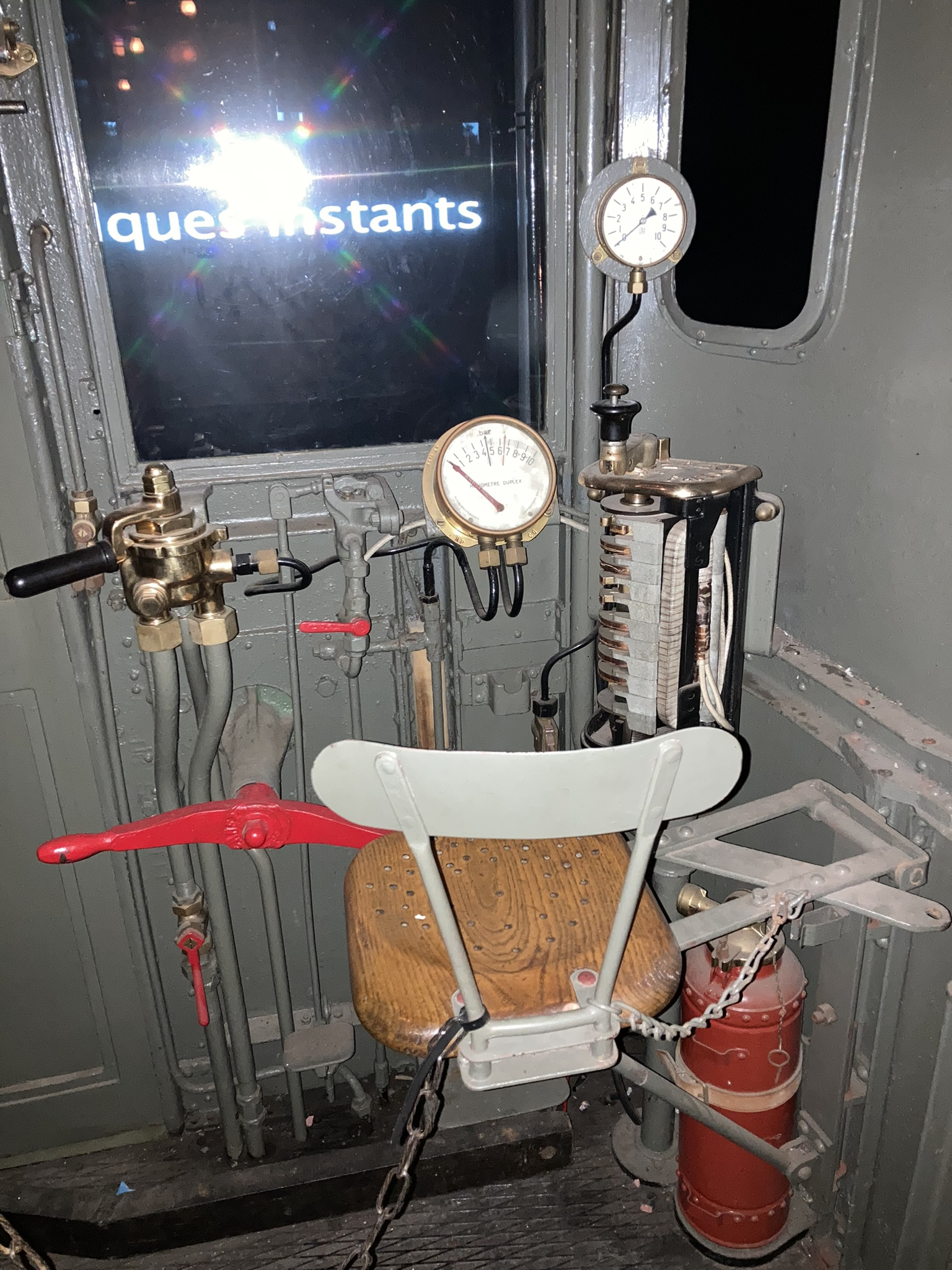
Führerstand des Triebwagens M 1354

Der Ausbruch des Ersten Weltkriegs verhinderte weitere Neuanschaffungen. Die CMP rüstete von 1915 bis 1916 die Wagentüren auf elektropneumatisches Schließen um.
War bisher die elektrische Ausrüstung in den 2,50 Meter langen Führerständen untergebracht, so wanderte diese ab der Serie 700 zunehmend unter den Wagenkasten. Die Länge der Führerstände reduzierte sich zunächst auf 1,90 Meter. In mehreren Tranchen wurden 225 Triebwagen der Baureihe 800 bestellt und zwischen 1923 und 1926 ausgeliefert. Hier wurden die Führerstände nochmals, auf 1,08 Meter, verkürzt („Petites loges“), bei gleichzeitigem Strecken der Wagenkästen von 13,35 auf 13,60 Meter. Die Kapazität erhöhte sich auf 26 Sitz- und 78 Stehplätze. Von den Triebwagen M 812 bis M 1036 wiesen die Fahrzeuge M 1005 bis M 1022 beiderseitig Führerstände auf. Daneben wurden 13,60 Meter lange Beiwagen mit einer Kapazität von je 110 Fahrgästen erworben. Das neue Material kam auf den Linien 1, 3 und 10 zum Einsatz, die älteren Fahrzeuge verstärkten Zuggarnituren auf anderen Linien.
Der Beschluss, Linien in die Vororte zu verlängern, führte gegen Ende der 1920er Jahre zu erneuten Bestellungen. Es sollten Fünf-Wagen-Züge mit 14,40 Meter langen Fahrzeugen gebildet werden. Um die Leistung zu erhöhen, wurden die Triebwagen, wie die der Nord-Sud, mit vier statt mit zwei Motoren ausgerüstet. Jedes Drehgestell erhielt ein separates „Sprague-Thomson“-System, um eine Weiterfahrt im Fall eines partiellen Ausfalls zu ermöglichen. Die ersten 62 Triebwagen und 42 Beiwagen wurden Ende 1927 ausgeliefert, diesmal in dunkelgrüner Farbgebung. Die Wagenkästen waren aus Ganzmetall.
Auffälligste Änderung bei den 1929 gelieferten Fahrzeugen war die Anordnung von vier Türen mit nur je 1,00 Meter Breite pro Wagenseite.
- 1929: 29 Triebwagen (M 1099 bis M 1127) in dunkelgrüner Farbgebung
- 1930: 31 Triebwagen (M 1128 bis M 1132 und M 1154 bis M 1179) in hellgrüner Farbgebung
- 1930: 21 Triebwagen (M 1133 bis M 1153); diese Fahrzeuge wurden für die steigungsreiche Linie 3 abweichend mit dem Steuerungssystem Jeumont-Heidmann (Kennzeichen: von einem Servomotor angetriebene Nockenwelle)[9] und 200 PS leistenden Motoren ausgestattet. Sie bewährten sich, waren aber nicht mit den herkömmlichen Sprague-Thomson-Zügen kompatibel, weshalb es aus Gründen der Vereinheitlichung bei dieser einen Serie blieb.[10]
- 1930–1932: 122 Triebwagen (M 1180 bis M 1301)
- 1935: 54 Triebwagen (M 1302 bis M 1355) in grauer Farbgebung für die Linie 1[11] und grüner Farbgebung für die anderen Linien

Neben dem Erwerb von Neufahrzeugen kam es zu umfangreichen Umbauten alten Rollmaterials.
- 1928–1929: 60 ehemalige Westinghouse-Triebwagen (darunter M 1 bis M 34), die ihre braunen Holzaufbauten bis 1936 behielten
- 1930: 40 ehemalige Westinghouse-Triebwagen, als erste in hellgrüner Farbgebung
- 1931: 54 ehemalige Thomson double / multiple-Triebwagen in hellgrüner Farbgebung
- 1932: 83 ehemalige Thomson- und Sprague-Triebwagen in hellgrüner Farbgebung
- ab 1933: 103 ehemalige Thomson-Triebwagen in grauer Farbgebung

Im Jahr 1930 übernahm die CMP die Nord-Sud samt deren Rollmaterial, nämlich 114 Trieb- und 151 Beiwagen. Die CMP verfügte damit über 1337 Triebwagen, die sämtlich der Baureihe Sprague-Thomson zugeordnet werden, wenngleich 21 davon mit dem Steuerungssystem Jeumont-Heidmann ausgerüstet waren. Mit den 1383 passenden Beiwagen ergab sich eine Gesamtzahl von 2720 Fahrzeugen. Von den ehemaligen Nord-Süd- und den Jeumont-Heidmann-Zügen abgesehen waren alle Fahrzeuge untereinander kuppelbar.
Auf den stark frequentierten Linien wurden Fünf-Wagen-Züge in zwei verschiedenen Reihungen eingesetzt:
- M4+B+A+B+M4 und
- M4+B+A+M2+M2

wobei M (motrice) für Triebwagen steht, die Ziffer für die Anzahl der Motoren. A bedeutet Beiwagen 1. Klasse, B Beiwagen 2. Klasse. Die Triebwagen gehörten ausnahmslos zur 2. Klasse. Auf den übrigen Linien verkehrten Züge mit vier, drei oder zwei Wagen. An die Stelle des Beiwagens 1. Klasse trat hier ein gemischtklassiger Beiwagen AB. Die Wagen 1. Klasse und die entsprechenden Wagenteile der AB-Wagen waren rot lackiert, und das in den grünen wie in den grauen Zügen.

## 1939 bis 1945
Aufgrund der Reduzierungen beim Busverkehr stiegen während des Zweiten Weltkriegs die Beförderungszahlen der Métro. Ungeachtet der problematischen Umstände und der oft auf ein Minimum reduzierten Unterhaltungsarbeiten bewährte sich das robuste Rollmaterial. Die CMP nahm u. a. Verbesserungen am Bremssystem, dem Beschleunigungsvermögen, der Gewichtsreduzierung, dem Türschließmechanismus und der Beleuchtung in Angriff. An einen Ersatz überalterter Fahrzeuge war in diesen Jahren nicht zu denken.

## Die Baureihe Sprague-Thomson bei der RATP

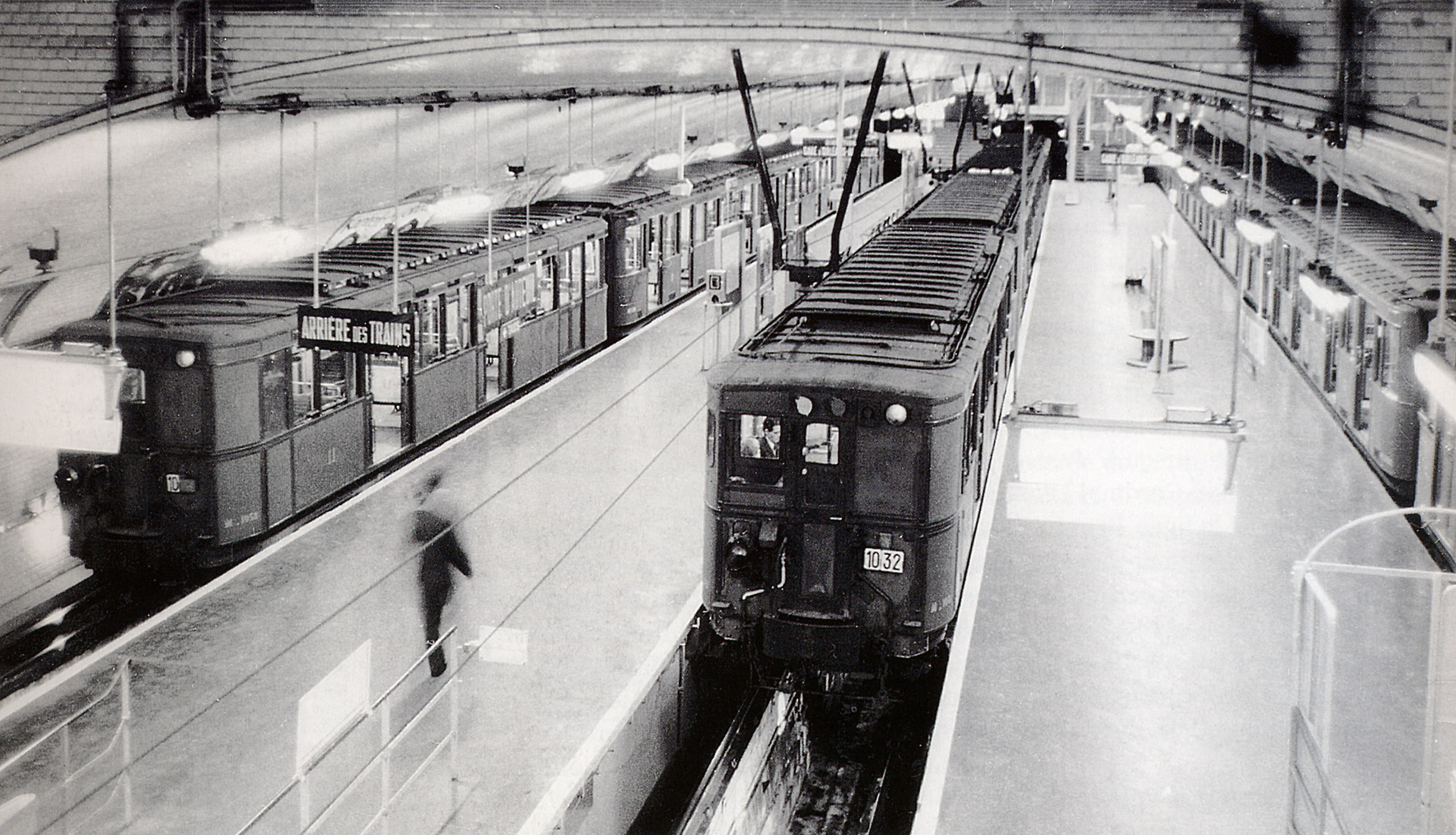
Endstation Porte d’Auteuil der Linie 10 mit Zügen der Bauart Sprague-Thomson, um 1970

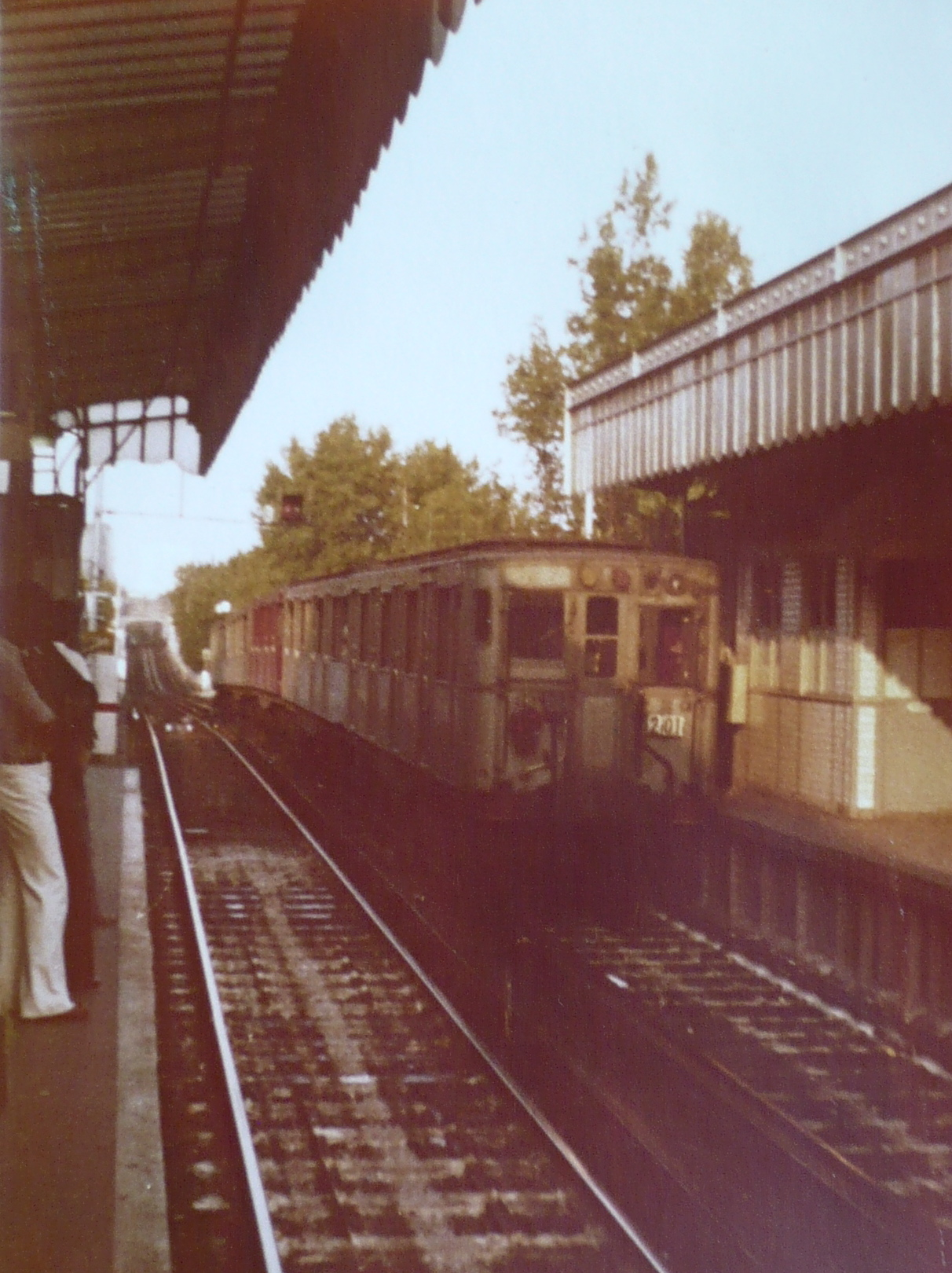
Sprague-Thomson-Zug verlässt die Station Barbès – Rochechouart der Linie 2 in Richtung Nation, 1977

Am 1. Januar 1949 wurde das Staatsunternehmen Régie autonome des transports Parisiens (RATP) als alleiniger Betreiber der Pariser Verkehrsinfrastruktur gegründet, die CMP ging neben weiteren privaten Gesellschaften (Straßenbahn- und Busbetriebe) in ihr auf. Bis 1951, dem Einsatzjahr der ersten Neufahrzeuge (Baureihe MA), setzte sie ausschließlich Sprague-Thomson-Züge ein. Die vierzig neuen Züge für die Linie 13 verdrängten die Sprague-Thomson aber nicht aus dem Bestand, mit den freigewordenen Wagen wurden Züge anderer Linien verstärkt.
Die Züge waren in der Regel dunkelgrün, nur die Fahrzeuge der Linie 1 wichen von diesem Farbschema ab, dort war die Grundfarbe seit den frühen 1930er Jahren hellgrau. Die Beiwagen bzw. Wagenteile der 1. Klasse waren in beiden Fällen rot lackiert. Erst mit dem Auftauchen von luftbereiften Zügen auf der Linie 1 wurden die grauen Züge allmählich auch auf anderen Linien eingesetzt.
Die Baureihe MP 55 brachte die ersten Sprague-Thomson-Fahrzeuge aufs Abstellgleis. Zunächst verschwanden die ältesten der Triebwagen mit 2,50 Meter langen Führerständen und deren Beiwagen. Mit der Umstellung der Linie 1 auf luftbereifte Züge 1963 wurden die meisten der bis 1907 gebauten Fahrzeuge aus dem Verkehr gezogen. Das Eintreffen der Baureihe MF 67 ab 1968 führte 1972 zur Ausmusterung der auf der Linie 12 eingesetzten ehemaligen „Nord-Sud“-Züge. Ende 1974 umfasste das Neumaterial bereits 46 Prozent der Wagen, alle vor dem Ersten Weltkrieg gebauten Sprague-Thomson-Züge waren abgestellt. Aber auch die verbliebenen Sprague-Thomson wurden zunehmend nur noch während der Verkehrsspitzen zwischen neuen Zügen eingesetzt.

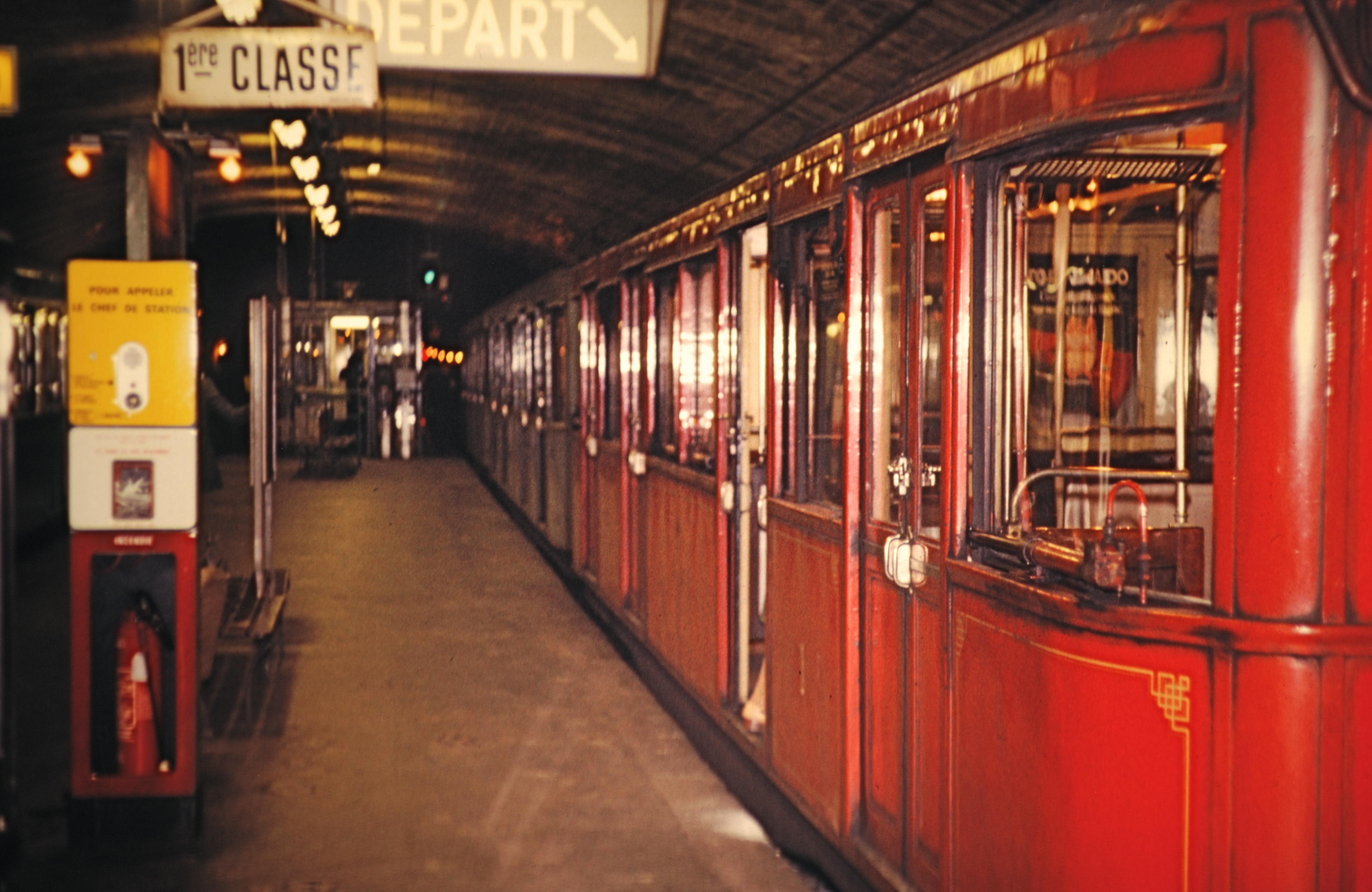
1.-Klasse-Sprague-Thomson-Wagen der Linie 2 in Richtung Nation, Anfang 1981

Als Nächstes ging es den ersten viermotorigen Triebwagen „an den Kragen“. Bis 1981 verschwanden die Sprague-Thomson von sämtlichen Linien, nur auf der Linie 9 hielten sie sich bis 1983. Am 31. Dezember 1982 waren noch 103 Wagen dieser Bauart vorhanden. Eine Überschwemmung in der damaligen Endstation Église de Pantin der Linie 5, die mehrere Neufahrzeuge beschädigte, verhalf ihnen zu einer „Gnadenfrist“ von mehreren Monaten. Am 16. April 1983 verkehrte der letzte reguläre Zug zwischen den Stationen Mairie de Montreuil und Pont de Sèvres.

## Nachnutzung

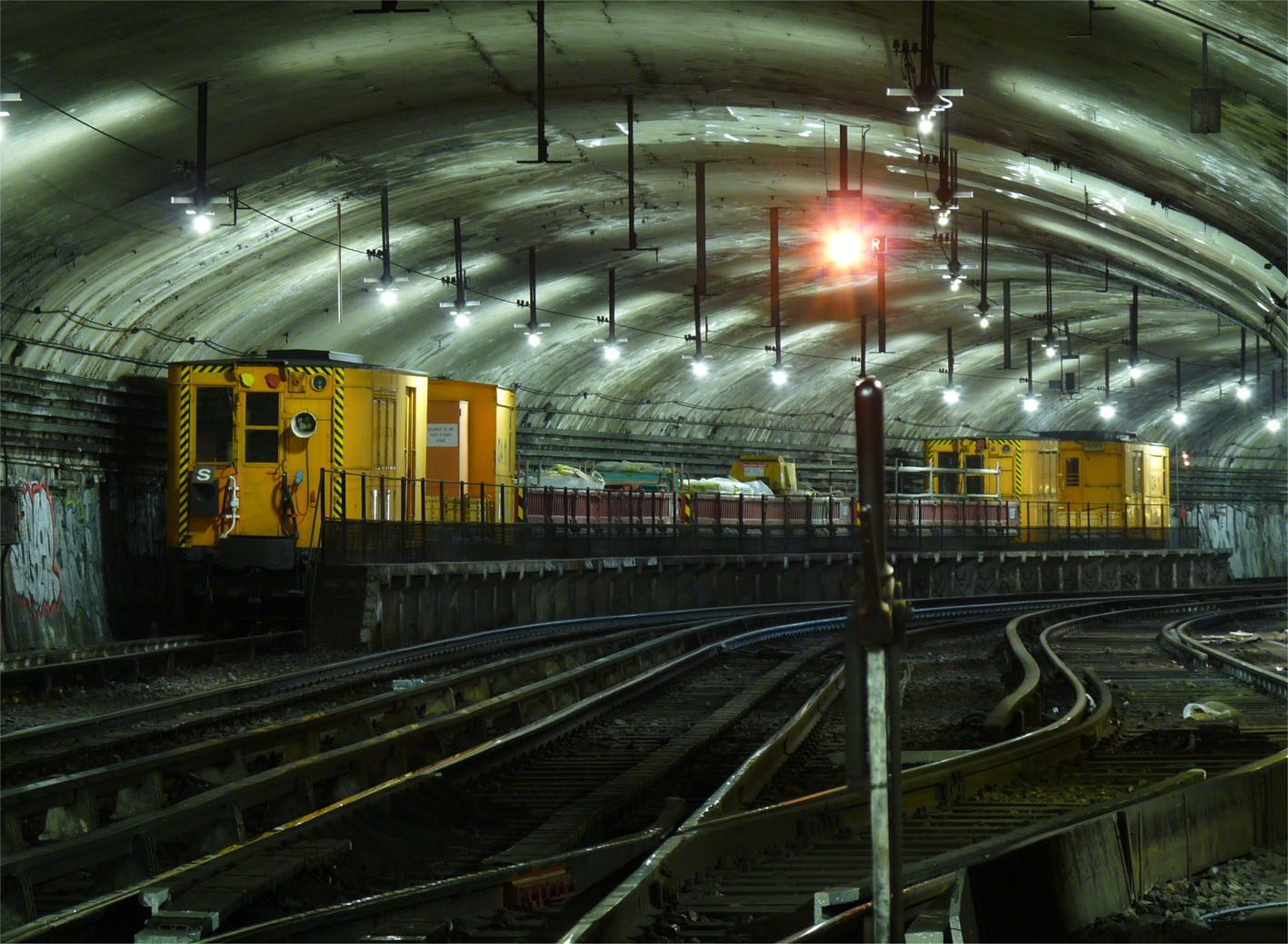
Aus Sprague-Thomson-Wagen umgebaute Arbeitsfahrzeuge in der Abstellanlage der Station Charenton – Écoles, 2010

Einige Sprague-Thomson-Fahrzeuge wurden später zu Bahndienstfahrzeugen umgebaut. Die Aufbauten außerhalb der Führerstände wurden zum Teil entfernt, um Ladeflächen zu schaffen. Der Transportzug „Convoi d’Auteuil“ verkehrte bis zum 14. Juni 2010 in dieser Form zwischen den Werkstätten Vaugirard und Auteuil. Die Fahrzeuge waren gelb, in Höhe der Fenster teilweise auch kastanienbraun lackiert. Sie erhielten neue Betriebsnummern mit einem vorangestellten „T“. Die letzten dieser Fahrzeuge wurden 2011 abgestellt.

## Museumsfahrzeuge und -betrieb

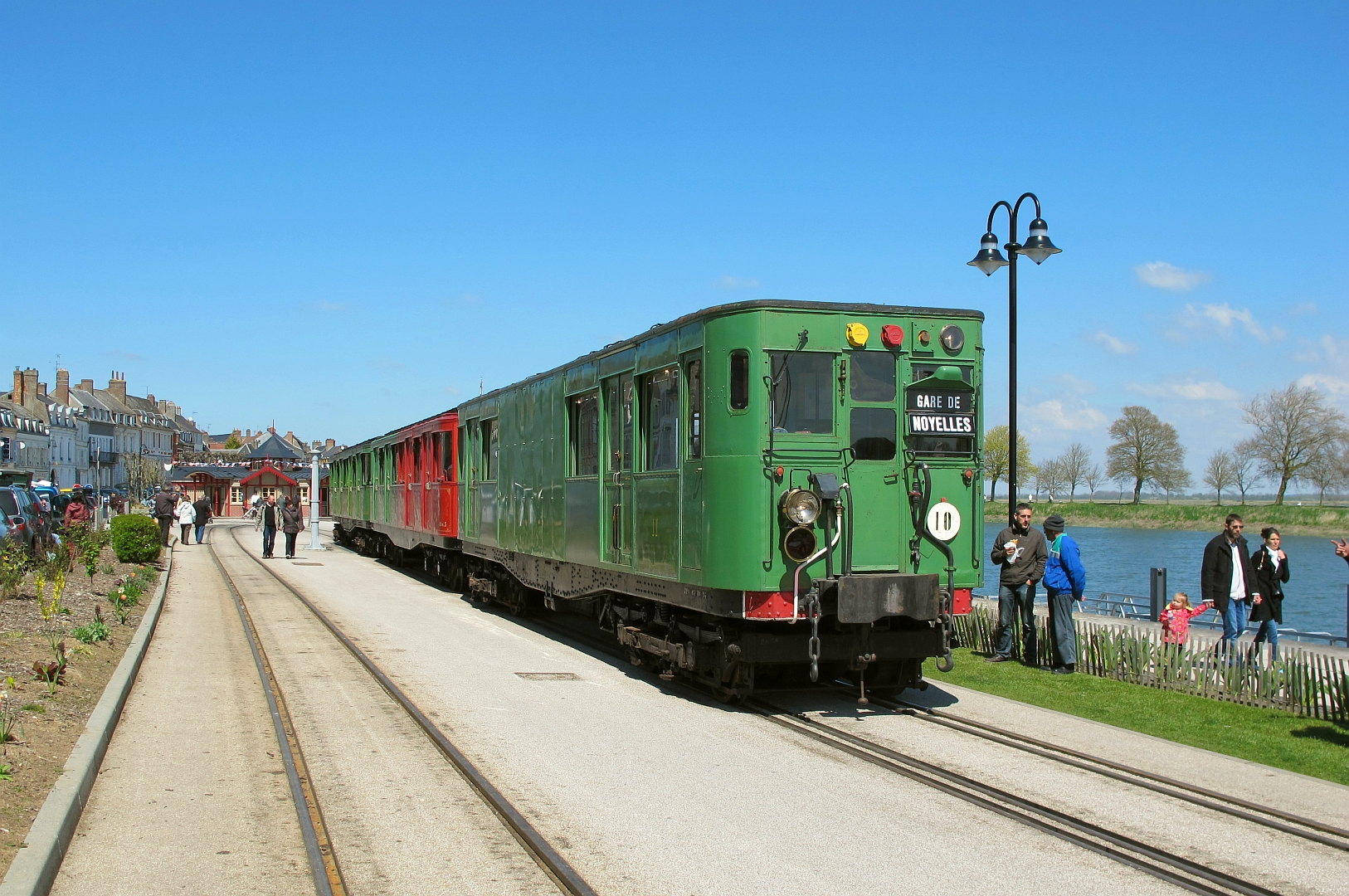
ADEMAS-Museumszug bei der Museumsbahn Chemin de Fer de la Baie de Somme, 2013

- Die Garnitur M 1266/ABm 5/M 340 der Association d’Exploitation du Matériel Sprague (ADEMAS) ist in ganz Frankreich unterwegs. Für die Stromversorgung ist eines der Fahrzeuge mit einem Generator ausgerüstet.[16]